# Tommy Taylor
Thomas ("Tommy") Taylor (Barnsley, 29 januari 1932 – München, 6 februari 1958) was een Engels voetballer. Hij kwam om tijdens de vliegramp van München.

## Carrière
Taylor werd in 1949 ontdekt bij een klein ploegje door Barnsley FC. Hij kreeg al snel zijn kans in de Second Division. Op 7 oktober 1950 speelde hij z'n eerste wedstrijd tegen Grimsby Town FC. Hij maakte er 26 doelpunten in 44 wedstrijden.
Hij werd stilaan te goed voor de tweede afdeling en in maart 1953 tekende hij een contract bij Manchester United. Hij verhuisde naar de topclub voor een bedrag van £29.999 (Matt Busby wou van hem geen 'speler van dertigduizend pond' maken). Hij maakte een sterke start, met 2 goals tijdens zijn debuutmatch. Na één seizoen had hij 7 goals in 11 wedstrijden gemaakt.
Al snel werd hij opgeroepen voor de nationale ploeg. Tussen 1953 en 1957 maakte hij 16 doelpunten in 19 interlands. Op het WK 1954 haalde hij de kwartfinales. Hij kwam echter om het leven tijdens een vliegtuigramp na een wedstrijd in Joegoslavië.

## Erelijst
Manchester United
- Landskampioen

1956, 1957
- Charity Shield

1956, 1957

## Trivia
- In 1957 deed Inter Milan een bod van £65.000 op hem, maar Manchester weigerde. Indien de transfer zou zijn doorgegaan, zou dat een toenmalige recordtransfersom geweest zijn.